# Hovgårdsfjärden

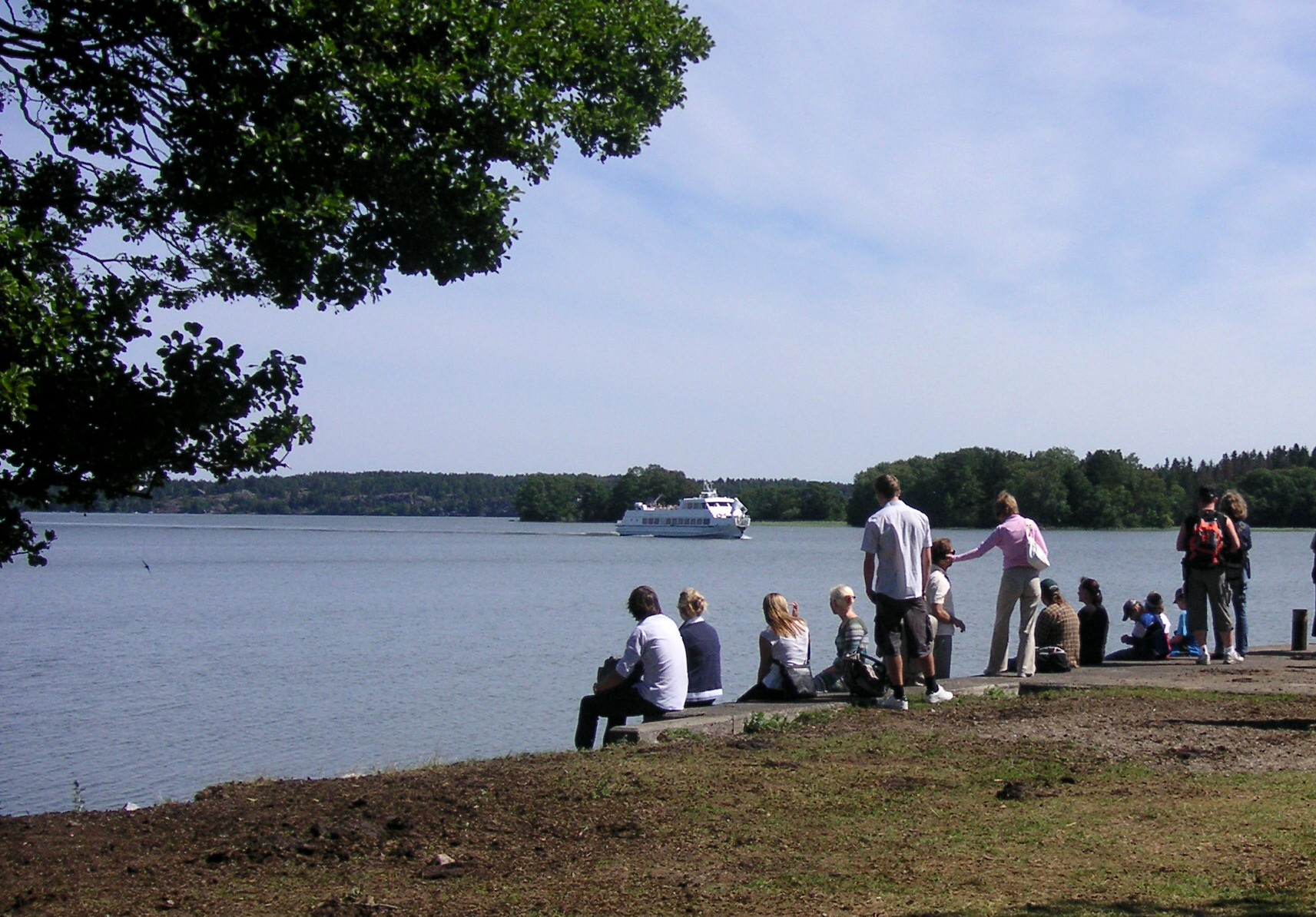
I väntan på båten vid Hovgårdsfjärden.

Hovgårdsfjärden är en fjärd i Mälaren som ligger i Ekerö kommun, Stockholms län. Fjärden är ungefär 10 km lång.
Öster om Hovgårdefjärden ligger det långsträckta landområde bestående av Ekerön, Kärsön och Munsön. I väster ligger Adelsön och Björkön med världsarvet Hovgården respektive Birka från vikingatiden. Hovgården gav fjärden sitt namn. I norr vidtar Svinsundet med en linfärja mellan Munsön och Adelsön. 
På vikingatiden så fanns en vattenförbindelse från Hovgårdsfjärden till Långtarmen vid  Kärsön och där har det funnits en dragränna, Kärsödraget. Där drogs båtarna över till Långtarmen och kunde sedan runda den södra delen av Färingsö i stället för den norra och man fick då en annan rutt om man skulle mot exempelvis Sigtuna. Genom den postglaciala landhöjningen har denna förbindelse försvunnet.